# Маскарад (Хачатурян)
«Маскарад» — балет в 3 актах 15 картинах, с прологом и эпилогом на музыку Арама Хачатуряна: оркестровой сюиты 1943 года (музыка к спектаклю «Маскарад» в Театре им. Е. Вахтангова, 1941) и музыки к пьесе «Лермонтов» Б. Лавренёва (МХАТ, 1954). Музыкальная композиция и редакция Эдгара Оганесяна. Либретто Лидии Вильвовской, Михаила Долгополова, Натальи Рыженко и Виктора Смирнова-Голованова по мотивам одноимённой драмы Михаила Лермонтова.

## История создания
Композитор Арам Хачатурян никогда не сочинял балет «Маскарад». В 1941 году он написал музыку к ставшему знаменитым одноимённому спектаклю Театра им. Е. Вахтангова, а через два года переработал её в оркестровую сюиту, получившую заслуженное признание. В 1970-е годы хореографы Лидия Вильвовская и Михаил Долгополов начали писать либретто по драме Михаила Лермонтова, отталкиваясь от этой музыки, к тому времени считавшейся лучшим музыкальным воплощением героев Лермонтова. Предполагалось, что Хачатурян будет использовать в партитуре балета и свою музыку, схожую по тематике к музыке в пьесе Бориса Лавренёва «Лермонтов», поставленную в 1954 году во МХАТе. Но проекту не суждено было осуществиться.
Лишь двадцать лет спустя, в 1982 году, уже после смерти композитора, его ученик Эдгар Оганесян создал партитуру балета «Маскарад» на основе музыки Арама Хачатуряна, включив в неё фрагменты и других произведений композитора: Вторая симфония, Соната-монолог для виолончели соло, «Бассо остинато» из сюиты для двух фортепьяно.

## Действующие лица
- Евгений Арбенин
- Нина, его жена
- Баронесса Штраль
- Князь Звездич
- Адам Шприх
- Неизвестный
- Хозяин дома
- Хозяйка дома
- Игроки
- Офицеры
- Маски
- Карты
- Слуга
- Придворные
- Безумцы в сумасшедшем доме

## Сценическая жизнь

### Одесский театр оперы и балета
Премьера прошла в апреле 1982 года
Балетмейстеры-постановщики Наталья Рыженко и Виктор Смирнов-Голованов, художник-постановщик Илья Глазунов, художник по костюмам Нина Виноградова-Бенуа

### Постановки в других городах СССР
Оригинальную постановку 1982 года Наталья Рыженко и Виктор Смирнов-Голованов неоднократно переносили в различные театры:
1982 год — Ереванский театр оперы и балета, художники-постановщики Э. Стенберг и Н.Поваго, дирижёр-постановщик Акоп Восканян
10 ноября 2001 года — Саратовский театр оперы и балета
Художник-постановщик Ксения Шимановская, дирижёр-постановщик Медет Тургумбаев
Действующие лица
- Арбенин — Даниил Курынов, (затем Игорь Стецюр-Мова)
- Нина — Людмила Телиус
- Баронесса Штраль — Вера Шарипова
- Князь Звездич — Алексей Борисов

26 июня 2002 года — Самарский театр оперы и балета, художник-постановщик Ксения Шимановская, дирижёр-постановщик Владимир Коваленко
5 марта 2017 года — Ереванский национальный академический театр оперы и балета имени Ал.Спендиаряна, в постановке Вилена Галстяна.

#### Действующие лица
- Арбенин
- Нина
- Баронесса Штраль
- Князь Звездич
- Неизвестный

### Одесский театр оперы и балета
26 октября 2018 года — премьера совершенно новой постановки "Маскарада" в Одесском театре оперы и балета.
Балетмейстер-постановщик — заслуженный артист Украины Гарри Севоян
Художник-сценограф — Игорь Анисенко
Художник по костюмам — Сергей Васильев
Действующие лица
- Арбенин — заслуженный артист Украины Сергей Доценко
- Нина — Екатерина Кальченко
- Баронесса Штраль — Александра Воробьёва
- Князь Звездич — Станислав Скрынник

В этой версии балет урезан до двух действий.